# Sarah Crooks
Sarah Jane Crooks (Rockglen, 7 gennaio 1984) è un'ex cestista canadese.

## Carriera
Con il Canada ha disputato i Campionati mondiali del 2006 e i Campionati americani del 2007.